# Kirsten Boman
Kirsten Elisabeth Boman (født 4. maj 1936 i København, død 21. april 2019) var en dansk psykolog (cand.psych.) og forfatter af en række primært faglitterære bøger og videnskabelige artikler.

## Bogudgivelser
- Dyreord – dyre ord, Bogan. 1996, ISBN 87-7466-291-0, ISBN 978-87-7466-291-4 (Medforfatter: Mogens Boman. Udgivet under pseudonymet Kirsten Mogens Boman)
- Opbrud i familien – om parforhold, skilsmisser og stedfamilier, Hans Reitzel, 1989. ISBN 87-412-3140-6 (Medforfattere: Morten Nissen og Rikke Schwartz)
- Sådan overvindes flyveskræk!, Børsen, 1989. ISBN 87-7553-255-7, ISBN 87-7553-256-5 (Medforfatter: Mogens Boman. Udgivet under pseudonymet Kirsten Mogens Boman)
- Duftenes sprog – Parfumernes underfundige psykologi, Forlaget Komma, 1985. ISBN 87-7512-187-5 (Udgivet under navnet Elisabeth Boman)
- Voksenudvikling og parforhold, Gad, 1985.
- Normalt og unormalt. Differentiel psykologi, Gjellerup, 1975.